# Accord du Botanique
L'accord du Botanique (en espagnol : Acuerdo del Botánico ; en catalan : Acord del Botànic), nommé en référence au jardin botanique de Valence où il a été signé, est un accord signé le 11 juin 2015 entre le Parti socialiste du Pays valencien-PSOE (PSPV-PSOE) et Coalició Compromís, avec le soutien de Podemos (localement « Podem »), dans l'objectif de former un gouvernement de la Généralité valencienne conjoint pour la IXe législature du Parlement valencien. L'accord est renouvelé après les élections aux Corts valenciennes de 2019, cette fois avec la coalition Unides Podem, et baptisé « Botanique II » (Botánico II, Botànic II),.

## Botanique I
L'accord de 2015 comprend cinq points : « aide [rescate] aux personnes », « régénération démocratique et lutte contre la corruption », « gouverner pour les personnes », « nouveau modèle productif et financement juste » et « audit citoyen ». Sa signature permet à Ximo Puig d'être investi président de la Generalité valencienne. L'accord met fin à deux décennies de gouvernements ininterrompus du Parti populaire dans la Communauté valencienne.

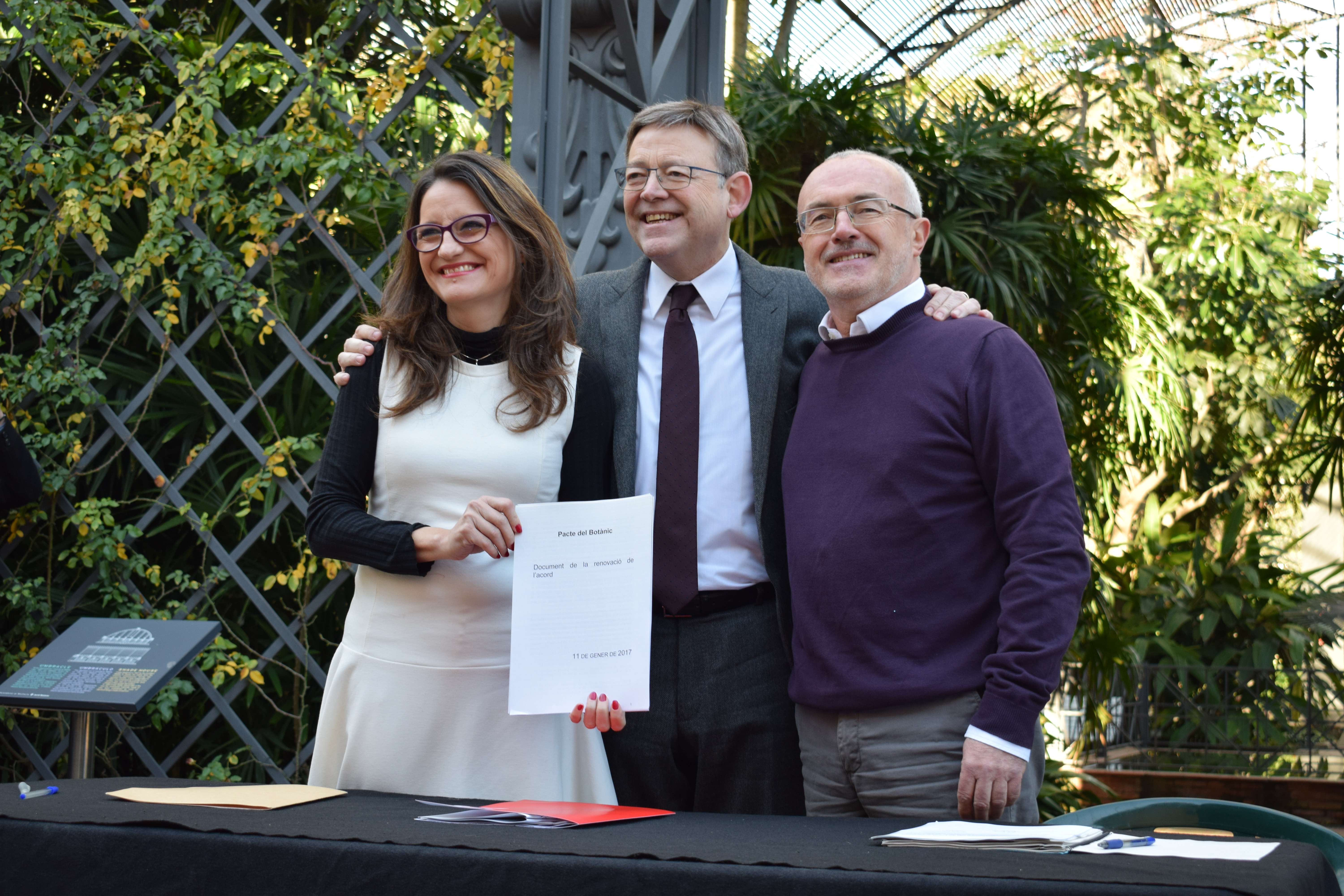
Rénovation de l'accord du Botanique en 2017. De gauche à droite : Mónica Oltra (Compromís), Ximo Puig (PSPV-PSOE) et (Podemos).

Il est renouvelé le 12 janvier 2017, avec l'ajout de 201 mesures centrées sur l'amélioration de l'économie valencienne, puis de nouveau mis à jour en décembre 2017 à l’initiative de Podemos.

## Botanique II
Après les élections autonomiques de 2019, les partis signataires montrent leur volonté de signer un nouvel accord de gouvernement, ces trois formations atteignant ensemble un total de 52 sièges — 50 étant requis pour atteindre la majorité absolue —, cette fois avec la participation d'Unidas Podemos au Consell. Cette fois, Podemos avait concouru aux élections dans la coalition Unidas Podemos avec EUPV. Les plus hauts représentants des trois partis, Ximo Puig, Mónica Oltra et Rubén Martínez Dalmau (en), se réunissent le 12 juin 2019 au château de Santa Bárbara d'Alicante pour signer l'accord débouchant sur la formation d'un gouvernement de coalition pour la Xe législature de la Communauté valencienne.
Six axes principaux sont établis pour la politique à mettre en œuvre : « transition écologique et lutte contre l'urgence climatique », « féminisme, diversité et égalité de traitement », « services publics pour continuer à venir en aide et prendre soin des personnes », « emploi, modèle productif et innovation », « qualité démocratique et bon gouvernement » et « fiscalité progressive, financement juste et intérêts valenciens. » L'accord permet en outre une nouvelle investiture de Ximo Puig comme président de la Generalité.